# Loopspinnen
De loopspinnen (Corinnidae) zijn een familie van spinnen. De meeste soorten van deze familie bootsen mieren na.

## Geslachten
- Abapeba Bonaldo, 2000
- Aetius O. Pickard-Cambridge, 1897
- Allomedmassa Dankittipakul & Singtripop, 2014
- Apochinomma Pavesi, 1881
- Arushina Caporiacco, 1947
- Attacobius Mello-Leitão, 1925
- Austrophaea Lawrence, 1952
- Battalus Karsch, 1878
- Brachyphaea Simon, 1895
- Bunyoronius Bonaldo, Ramírez & Haddad, 2022
- Cambalida Simon, 1909
- Carteronius Simon, 1896
- Castianeira Keyserling, 1879
- Castoponera Deeleman-Reinhold, 2001
- Coenoptychus Simon, 1885
- Copa Simon, 1886
- Copuetta Haddad, 2013
- Corinna C. L. Koch, 1841
- Corinnomma Karsch, 1880
- Creugas Thorell, 1878
- Crinopseudoa Jocqué & Bosselaers, 2011
- Cycais Thorell, 1877
- Disnyssus Raven, 2015
- Donuea Strand, 1932
- Echinax Deeleman-Reinhold, 2001
- Ecitocobius Bonaldo & Brescovit, 1998
- Erendira Bonaldo, 2000
- Falconina Brignoli, 1985
- Fengzhen Lu & Li, 2023
- Fluctus Jin & Zhang, 2020
- Graptartia Simon, 1896
- Grismadox Pett, Rubio & Perger, 2022
- Griswoldella Haddad, 2021
- Hortipes Bosselaers & Ledoux, 1998
- Humua Ono, 1987
- Ianduba Bonaldo, 1997
- Iridonyssus Raven, 2015
- Kolora Raven, 2015
- Leichhardteus Raven & Baehr, 2013
- Leptopicia Raven, 2015
- Mazax O. Pickard-Cambridge, 1898
- Medmassa Simon, 1887
- Megalostrata Karsch, 1880
- Melanesotypus Raven, 2015
- Merenius Simon, 1909
- Messapus Simon, 1898
- Methesis Simon, 1896
- Myrmecium Latreille, 1824
- Myrmecotypus O. Pickard-Cambridge, 1894
- Nucastia Raven, 2015
- Nyssus Walckenaer, 1805
- Olbus Simon, 1880
- Ozcopa Raven, 2015
- Parachemmis Chickering, 1937
- Paradiestus Mello-Leitão, 1915
- Paramedmassa Jin, Zhang & Zhang, 2019
- Peng Lu & Li, 2023
- Poecilipta Simon, 1897
- Pranburia Deeleman-Reinhold, 1993
- Procopius Thorell, 1899
- Pronophaea Simon, 1897
- Psellocoptus Simon, 1896
- Pseudocorinna Simon, 1909
- Scorteccia Caporiacco, 1936
- Septentrinna Bonaldo, 2000
- Serendib Deeleman-Reinhold, 2001
- Simonestus Bonaldo, 2000
- Sphecotypus O. Pickard-Cambridge, 1895
- Spinirta Jin & Zhang, 2020
- Stethorrhagus Simon, 1896
- Tapixaua Bonaldo, 2000
- Ticopa Raven, 2015
- Tupirinna Bonaldo, 2000
- Vendaphaea Haddad, 2009
- Wasaka Haddad, 2013
- Xeropigo O. Pickard-Cambridge, 1882

Niet meer in deze familie
Phrurolithidae (voorheen onderfamilie Phrurolithinae)
- Abdosetae Fu, Zhang & MacDermott, 2010
- Alboculus Liu, 2020
- Bosselaerius Zamani & Marusik, 2020
- Corealithus Kamura, 2021
- Dorymetaecus Rainbow, 1920
- Labialithus Kamura, 2021
- Liophrurillus Wunderlich, 1992
- Otacilia Thorell, 1897
- Pennalithus Kamura, 2021
- Phonotimpus Gertsch & Davis, 1940
- Phrurolinillus Wunderlich, 1995
- Phrurolithus C.L. Koch, 1839
- Phruronellus Chamberlin, 1921
- Phrurotimpus Chamberlin & Ivie, 1935
- Piabuna Chamberlin & Ivie, 1933
- Plynnon Deeleman-Reinhold, 2001
- Scotinella Banks, 1911

Uitgestorven
- † Ablator Petrunkevitch, 1942

Trachelidae (voorheen onderfamilie Trachelinae)
- Afroceto Lyle & Haddad, 2010
- Capobula Haddad, Jin, Platnick & Booysen, 2021
- Cetonana Strand, 1929
- Fuchiba Haddad & Lyle, 2008
- Fuchibotulus Haddad & Lyle, 2008
- Jocquestus Lyle & Haddad, 2018
- Meriola Banks, 1895
- Metatrachelas Bosselaers & Bosmans, 2010
- Orthobula Simon, 1897
- Paccius Simon, 1897
- Paraceto Jin, Yin & Zhang, 2017
- Paratrachelas Kovblyuk & Nadolny, 2009
- Patelloceto Lyle & Haddad, 2010
- Planochelas Lyle & Haddad, 2009
- Poachelas Haddad & Lyle, 2008
- Spinotrachelas Haddad, 2006
- Thysanina Simon, 1910
- Trachelas L. Koch, 1872
- Trachelopachys Simon, 1897
- Utivarachna Kishida, 1940

- Austrachelas Lawrence, 1938 naar Gallieniellidae
- Castanilla Caporiacco, 1936 naar Gnaphosidae in geslacht Micaria
- Drassinella Banks, 1904 naar Liocranidae
- Koppe Deeleman-Reinhold, 2001 naar Liocranidae
- Lessertina Lawrence, 1942 naar Cheiracanthiidae
- Oedignatha Thorell, 1881 naar Liocranidae
- Pseudoceto Mello-Leitão, 1929 naar Miturgidae